# Чемпионат СССР по классической борьбе 1990
59-й чемпионат СССР по классической борьбе прошёл с 4 по 8 июля 1990 года в Кишинёве.

## Медалисты
| Весовая категория            | Золото                        | Серебро                            | Бронза                          |
| ---------------------------- | ----------------------------- | ---------------------------------- | ------------------------------- |
| До 48 кг Наилегчайший вес    | Шамсудин Аббасов Гродно       | Виктор Савчук Москва               | Сергей Суворов Омск             |
| До 52 кг Легчайший вес       | Эдвард Авагян Ленинакан       | Андрей Калашников Киевская область | Сергей Игнатенко Омск           |
| До 57 кг Полулёгкий вес      | Сергей Буланов Ростов-на-Дону | Камо Амбарцумов Москва             | Александр Игнатенко Омск        |
| До 62 кг Лёгкий вес          | Геннадий Атмакин Саранск      | Камандар Маджидов Минск            | Арутик Рубенян Ленинакан        |
| До 68 кг 1-й полусредний вес | Ислам Дугучиев Ростов-на-Дону | Олег Крилишин Симферополь          | Валерий Никитин Таллин          |
| До 74 кг 2-й полусредний вес | Бисолт Дециев Чимкент         | Мнацакан Искандарян Ленинакан      | Беслан Чагиев Краснодар         |
| До 82 кг 1-й средний вес     | Даулет Турлыханов Алма-Ата    | Сергей Насевич Ростов-на-Дону      | Беги Дарчия Тбилиси             |
| До 90 кг 2-й средний вес     | Вячеслав Олейник Мариуполь    | Георгий Когуашвили Кутаиси         | Не разыграна                    |
| До 100 кг Полутяжёлый вес    | Тенгиз Тедорадзе Тбилиси      | Гурам Гедехаури Тбилиси            | Ибрагим Шовхалов Ростов-на-Дону |
| До 130 кг Тяжёлый вес        | Александр Карелин Новосибирск | Владимир Григорьев Челябинск       | Александр Гладков Уфа           |